# József Gémes
Dans le nom hongrois Gémes József, le nom de famille précède le prénom, mais cet article utilise l’ordre habituel en français József Gémes, où le prénom précède le nom.
József Gémes ([ˈjoːʒɛf], [ˈgeːmɛʃ]), né le 9 novembre 1939 à Budapest où il est décédé le 13 avril 2013, est un animateur, réalisateur et scénariste hongrois.

## Filmographie

### En tant que réalisateur
- 1968 : Koncertisszimo (court métrage)
- 1976 : Hugo the Hippo (en) (long métrage)
- 1989 : Willy le moineau (Vili, a veréb) (long métrage)
- 1991 : La Princesse et le Gobelin (A hercegnő és a kobold) (long métrage, d'après La Princesse et le Gobelin de George MacDonald)
- 1984 : Daliás idök (long métrage)
- 1997 : Bobo et ses amis (Bobo und die Hasenbande 2 - Abenteuer im Wald) (long métrage)

### En tant que scénariste
- 1989 : Willy le moineau (Vili, a veréb) (long métrage)
- 1984 : Daliás idök (long métrage)

### En tant qu'animateur
- 1986 : Macskafogó (long métrage) (animateur principal)